# Hyalogyrina glabra
Hyalogyrina glabra is een slakkensoort uit de familie van de Hyalogyrinidae. De wetenschappelijke naam van de soort is voor het eerst geldig gepubliceerd in 1988 door B. A. Marshall.